# 567 Eleutheria
Az 567 Eleutheria egy a Naprendszer kisbolygói közül, amit Paul Götz fedezett fel 1905. május 28-án.